# Depository Trust & Clearing Corporation
The Depository Trust & Clearing Corporation (DTCC) — американская пост-трейдовая, клиринговая и расчётная компания, предоставляющая услуги на финансовом рынке. Она осуществляет обмен ценными бумагами от имени покупателей и продавцов и функционирует как центральный депозитарий, обеспечивая централизованное хранение ценных бумаг.
DTCC была основана в 1999 году как холдинговая компания для объединения The Depository Trust Company (DTC) и National Securities Clearing Corporation (NSCC). Она автоматизирует, централизует, стандартизирует и оптимизирует процессы на рынке капитала. Через свои дочерние компании DTCC предоставляет клиринговые, расчетные и информационные услуги по акциям, корпоративным и муниципальным облигациям, паевым инвестиционным фондам, государственным и ценным бумагам, обеспеченным ипотекой, инструментам денежного рынка и внебиржевым производным финансовым инструментам. Он также управляет сделками между паевыми фондами и страховыми перевозчиками и их соответствующими инвесторами.
В 2011 году DTCC урегулировала подавляющее большинство сделок с ценными бумагами в Соединенных Штатах на сумму около 1,7 квадриллиона долларов США по стоимости во всем мире, что делает его самым высокооплачиваемым процессором в мире. DTCC управляет объектами в пригороде Нью-Йорка, а также в нескольких местах в Соединённых Штатах и за их пределами.